# Borstbeen
Het borstbeen of sternum is het been in het midden van de borstkas waaraan de sleutelbeenderen en de ware ribben vastzitten. Het borstbeen maakt samen met de ribben ventilatie van de luchtwegen mogelijk. Het borstbeen bestaat uit een bovendeel: het handvat (manubrium), een middendeel (corpus) en een onderste, kraakbenig deel: het zwaardvormig uitsteeksel (processus xyphoideus).
Een aangeboren vervorming van het borstbeen wordt pectus genoemd.
schedel · wervelkolom · borstkas · borstbeen · schoudergordel · arm · bekkengordel · been

bot · gewricht · botten van de mens